# Orechinus monolini
Orechinus monolini är en sjöborreart som först beskrevs av Alexander Emanuel Agassiz 1879.  Orechinus monolini ingår i släktet Orechinus och familjen Temnopleuridae. Inga underarter finns listade i Catalogue of Life.